# 上海市民办尚德实验学校
上海市民办尚德实验学校，简称尚德实验或尚德，是一所位于上海市浦东新区的民办学校，共设小学、初中、高中三个学部，是一所十二年寄宿制学校。由尚德教育发展投资有限公司出资举办。

## 办校初期
学校创始人姜晓勇，原任上海市建平中学西校和上海市建平实验学校校长，于2002年开始组建尚德教育发展投资有限公司，投资4億人民币，2002年4月28日动土兴建。2003年9月正式开学。开校初期，只设小学低年级，以及初中预备、一年级，高中部留空。

## 学校设施
校园占地216亩，建筑面积14.7万平方米。

### 学生服务中心、图书馆、幼儿园
学生服务中心、图书馆和幼儿园实际上基于一栋建筑，共5楼。该楼正门正对校门，原为自动旋转门，后因考虑到安全因素，改为现在的常开门。
- 学生服务中心位于建筑西部，学校创办初期时命名为“行政楼”，于2004年更为现名。招生办位于学生服务中心2楼，校长室位于学生服务中心4楼，大会议室及贵宾室位于学生服务中心5楼。
- 图书馆位于建筑东部，有中央大厅。
- 尚德幼儿园总校于2013年10月正式开园，占地面积6765.78平方米，建筑面积4872.03平方米，户外活动场地4540平方米。[1]

### 主教学楼
主教学楼共分四个部分，由于组合在一起像字母E，故一般称为E楼，分为（其中E4为字母E的左边那一竖，其余三部分为E的三横）：
- E1：初中教学楼（一）
- E2：初中教学楼（二）
- E3：高中教学楼
- E4：教师办公楼

E楼配备中央空调。每个教室配备电脑、投影机和电视机。

### 小学教学楼
小学教学楼像字母F，故一般称为F楼。F楼1-5楼供日常教学使用。2018学年兴建了6楼，供书法、自然、科创、劳技和信息课程使用。

### 国际教育交流中心
国际教育交流中心在2015年8月26日开建，2017年8月28日启用。现主要用作融合部教学大楼。

### 科技实验楼
科技实验楼共6层，原融合部教学楼。自从融合部迁入国际教育交流中心后，此楼便作为实验楼。

### 尚德大会堂
位于学校正中，设900座，用于年级或学校大会、周五教师大会，以及各类校级联欢晚会。

### 体育音乐中心
位于教学楼区与大操场中间，共四幢独立建筑，南北排列，实际未标号。
最靠北的是1号食堂，原于2005年新建，共三层。2014年，此食堂被拆除。2017年8月28日，#国际教育交流中心竣工，其B1层则为新的1号食堂。
从北往南第二幢是2号食堂，为尚德最大的食堂，据估计可同时容纳600人左右。二楼为1号篮球馆，标准篮球场边有空地，可以摆设羽毛球网、排球网及小篮筐等。旁边有钢琴中心，共60间独立钢琴房。
第三幢是3号食堂，一般供小学低年级生使用。二楼为乒乓房，共有乒乓桌20只左右。
最南边的是4号食堂。二楼为2号篮球馆，与1号篮球馆基本一样。

### 大操场
标准足球场，南北向，400米塑胶跑道。
东侧为主席台、控制室和观众席（约500座）。西北面有网球场，南端为篮球场。

### 室内游泳馆
位于小操场东面，于2006年新建。于2015年改建，2016年再次竣工。

### 宿舍区

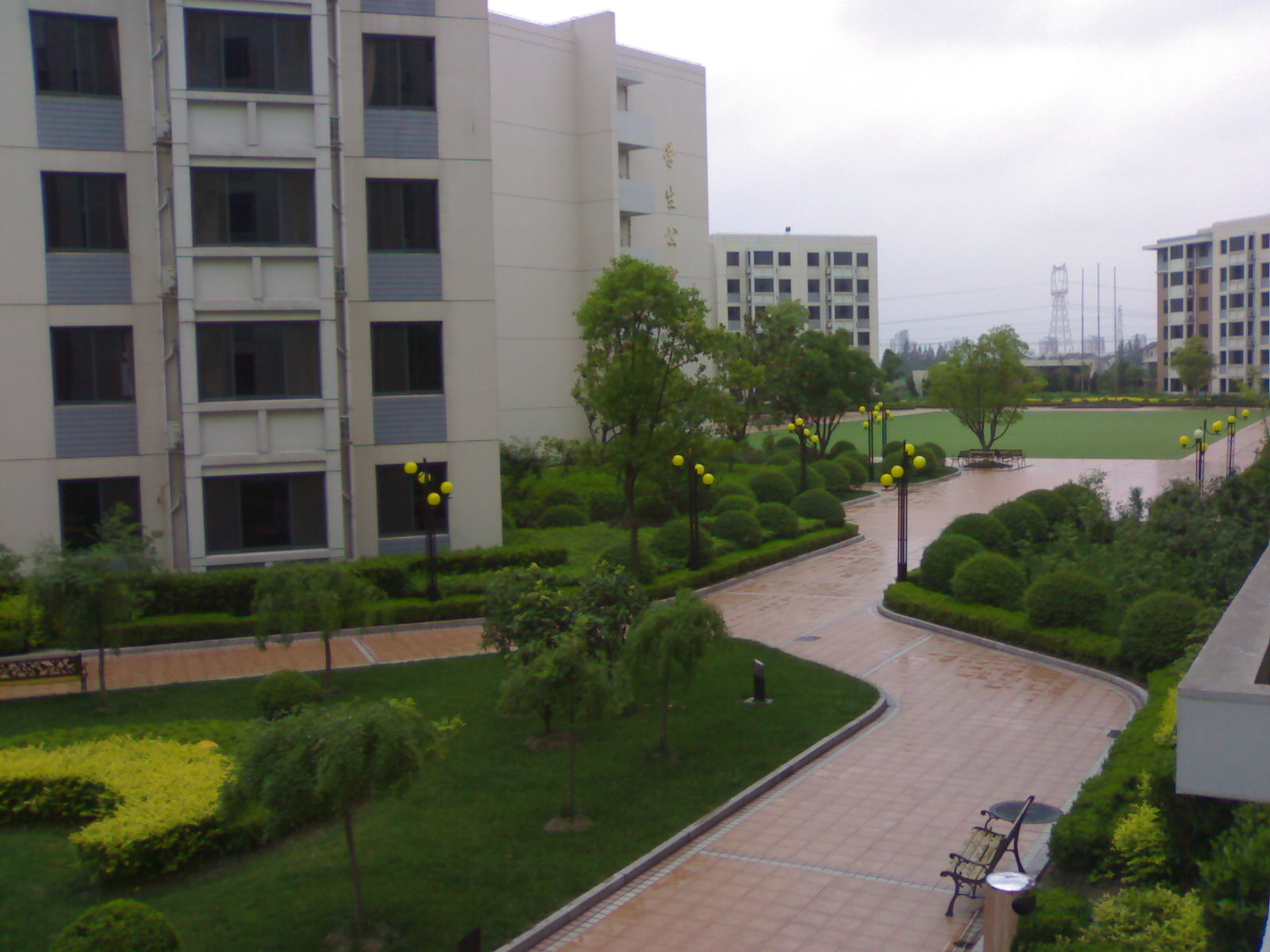
宿舍區

学校现有独立的宿舍楼共7幢，大部分为4层建筑，每层寝室20-40个不等。